# Emma Mærsk (schip, 2006)
De Emma Mærsk is een containerschip van de Deense rederij Mærsk. Tot november 2012 was het samen met haar 7 zusterschepen, de Estelle Mærsk, Eleonora Mærsk, Evelyn Mærsk, Elly Mærsk, Ebba Mærsk, Edith Mærsk en de Eugen Mærsk, het grootste containerschip ter wereld.
Het schip heeft een vervoerscapaciteit van 11.000 tot 14.770 TEU, precieze cijfers worden niet gegeven. Een TEU is een 20 voet container. Het anker alleen al weegt 29 ton en de schroef 135 ton. Dankzij verregaande automatisering kan de Emma Mærsk ondanks de enorme omvang met een bemanning van slechts 13 personen toe. Door het gebruik van speciale weerstandsverminderende verf om het brandstofverbruik te reduceren en het terugwinnen van restwarmte met een stoomturbine wordt getracht het brandstofgebruik zo klein mogelijk te houden.
Het schip wordt aangedreven door een Wärtsilä-Sulzer 14RTFLEX96-C, de grootste diesel motor ter wereld, met een gewicht van 2300 ton en een kracht van 80 MW. Op volle kracht verbruikt de motor 14000 liter zware stookolie per uur.
Het schip werd gebouwd op de eigen werf van de A.P. Moller-Maersk Group, de Odense Lindø in Odense. Tijdens de bouw brak een brand uit in de accommodatie. Om de oplevering niet te veel te vertragen, werd deze verwijderd en vervangen door de vrijwel voltooide accommodatie die voor de Estelle Mærsk bedoeld was. Het schip werd gedoopt op 12 augustus 2006 en is genoemd naar Emma Mærsk Mc-Kinney Møller (geboren Neergaard Rasmussen). Zij was van 1940 tot haar dood op 22 december 2005 de echtgenote van Arnold Mærsk Mc-Kinney Møller (1913-2012).